# آرمناک مکرتچیان
آرمناک گورگنی مکرتچیان (ارمنی: Արմենակ Գուրգենի Մկրտչյան؛ زادهٔ ۴ فوریهٔ ۱۹۴۶) یک سیاستمدار اهل ارمنستان است که از تاریخ ۱۹۹۵ تا تاریخ ۱۹۹۹ سمت نمایندگی دوره اول مجلس ملی جمهوری ارمنستان را برعهده داشت.

## زندگی‌نامه
در	۴ فوریهٔ ۱۹۴۶ در روستای پارپی به دنیا آمد و از دانشگاه ملی علوم کشاورزی ارمنستان فارغ‌التحصیل شد. 